# Cetola ligniferata
Cetola ligniferata är en fjärilsart som beskrevs av Walker 1865. Cetola ligniferata ingår i släktet Cetola och familjen nattflyn. Inga underarter finns listade i Catalogue of Life.